# Oscar Van Den Bossche
Oscar Augustinus Van Den Bossche (Gent, 21 juli 1888 - aldaar, 27 april 1951) was een Belgische roeier.

## Loopbaan
Van Den Bossche werd in 1910 zowel Belgisch als Europees kampioen met de acht van zijn club Sport Nautique de Gand. Op de Europese kampioenschappen haalde hij ook een zilveren medaille op de vier met stuurman. 
In 1920 veroverde hij samen met zijn broer Georges een bronzen medaille op de Europese kampioenschappen in Maçon op de twee met stuurman. Later dat jaar werden ze op de  Olympische Spelen in Antwerpen uitgeschakeld in de eerste ronde.

## Palmares

### twee met stuurman
- 1920:  EK in Maçon
- 1920: 2e in eerste ronde OS in Antwerpen

### vier met stuurman
- 1910:  EK in Oostende

### acht
- 1909:  BK
- 1910:  BK
- 1910:  EK in Oostende
- 1912:  BK
- 1919:  BK